# Zelina Vega
Pour les articles homonymes, voir Vega (homonymie).
 (juin 2021).
Thea Megan Trinidad Budgen (née le 27 décembre 1990 à New York) est une catcheuse (lutteuse professionnelle) américaine d'origine portoricaine. Elle travaille à la World Wrestling Entertainment, dans la division SmackDown, sous le nom de Zelina Vega.
Elle est principalement connue pour son travail à la Total Nonstop Action Wrestling sous le nom de Rosita. Elle a remporté une fois le championnat par équipe des Knockouts avec Sarita.

## Jeunesse
Le père de Trinidad, Michael, l'emmène régulièrement voir des spectacles de catch. Il meurt dans la tour nord du World Trade Center au cours des attentats du 11 septembre 2001. Elle souffre de boulimie durant son adolescence.

## Carrière de catcheuse

### Débuts dans diverses fédérations (2010-2012)
Trinidad s'entraîne pour devenir catcheuse auprès de Javi-Air, Azrieal, , Hijo del Gladiador and Tony Salazar. Elle commence sa carrière dans des fédérations de catch de l'État de New York sous le nom de Divina Fly. Elle fait un bref passage à la Women Superstars Uncensored (WSU) le 26 juin 2010 au cours de Uncensored Rumble III. Ce jour-là, elle fait équipe avec Niya et perdent un match pour le championnat par équipe de la WSU face à Cindy Rogers et Jana. Plus tard, elle participe à un Uncensored Rumble pour désigner la challenger pour le championnat de la WSU et se fait éliminer par Angel Orsini (en).
Le 22 septembre 2012 lors de NEW Wrestling Under the Stars, elle gagne avec Madison Rayne contre Angelina Love & Velvet Sky.

### Total Nonstop Action Wrestling (2011-2012)

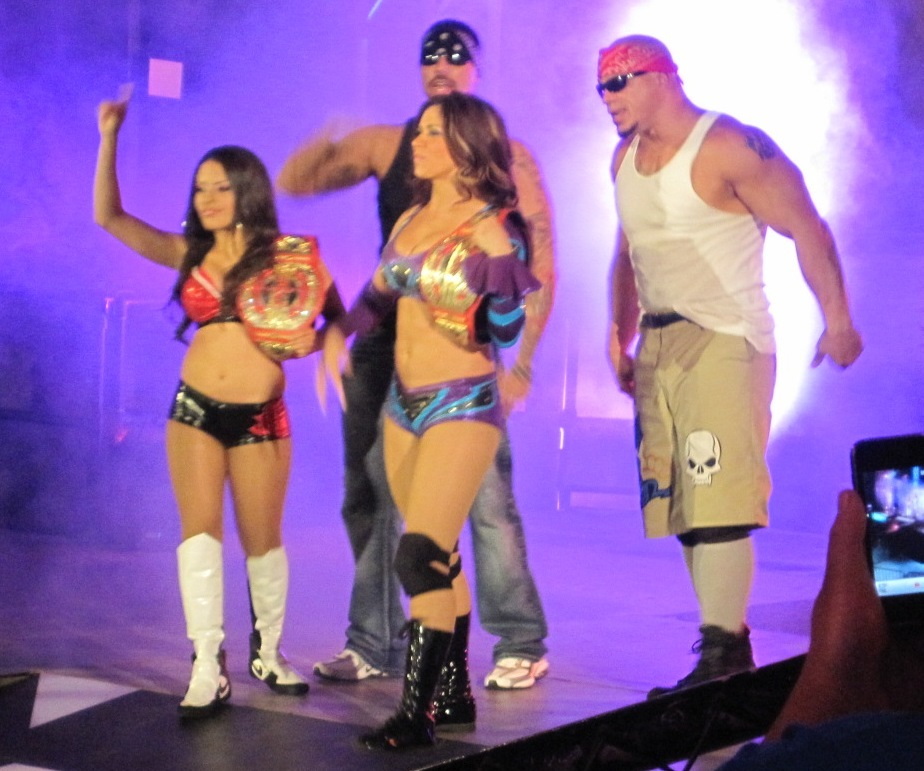
Mexican America

Fin janvier 2011, la Total Nonstop Action Wrestling (TNA) annonce la signature de Divina Fly. Elle change de nom de ring pour celui de Rosita et la TNA compte la présenter comme la cousine de Sarita. Elles apparaissent pour la première fois ensemble le 10 février où elles font équipe avec Madison Rayne et Tara et battent Angelina Love, Velvet Sky, Mickie James et Winter.

### House of Hardcore (2013; 2015-2016)
Le 9 novembre 2013, elle gagne avec Carlito contre Tara & Stevie Richards.
Le 14 novembre 2015 lors de House of Hardcore 11, elle bat Jade.
Le 15 avril 2016 lors de House of Hardcore 12, elle bat Deonna Purrazzo. Le lendemain lors de House of Hardcore 13, elle perd contre Jade. Le 6 août lors de House of Hardcore XVI, elle bat Kylie Rae.

### World Wrestling Entertainment (2013-2014)
Le 4 mars 2013, elle a été prise en essai à la WWE. Elle fait son retour en apparaissant comme une "rosebuds" d'Adam Rose en juin 2014.

### Retour à la Total Nonstop Action Wrestling/ Global Force Wrestling (2015)
Les 12, 13, 20 et 21 juin 2015 lors de shows de la GFW, elle bat Leïd Tapa.
Le 1er juillet, elle fait son retour pour One Night Only: Knockouts Knockdown pour battre Angelina Love par décompte extérieur. Plus tard, elle perd une battle royale pour le TNA Queen of the Knockout Title contre Awesome Kong.

### SHINE (2016-2017)
Le 2 septembre 2016 lors de SHINE 37, elle bat Stormie Lee. Le 16 décembre lors de SHINE 39, Amanda Carolina Rodriguez, Ivelisse, Mercedes Martinez et Thea Trinidad battent Amber O'Neal, Andrea, Kennadi Brink et LuFisto.
Le 13 janvier 2017 lors de SHINE 40, elle perd un three way tag team match avec Amanda Carolina Rodriguez impliquant Amber O'Neal & Kennadi Brink et Raquel & Santana au profit de ces dernières. Le 10 mars 2017 lors de SHINE 41, elle bat Brandi Lauren.

### Retour à la World Wrestling Entertainment (2016-...)

#### NXT Wrestling et alliance avec Andrade Cien Almas (2016-2018)
Le 26 octobre 2016, elle fait son retour à NXT en perdant contre Asuka.
Le 5 juin 2016, elle signe officiellement un contrat avec la WWE.
Lors de NXT Takeover Brooklyn III, elle aide Andrade Cien Almas à battre Johnny Gargano. Le 15 novembre 2017 à NXT, elle aide Andrade Cien Almas a attaquer Drew McIntyre avant de célébrer avec le NXT Championship de ce dernier
Lors de NXT Takeover :Philadelphia, elle intervient dans le match entre Andrade Cien Almas et  Johnny Gargano  en attaquant ce dernier mais sera repoussée par  Candice LeRae. Le 14 mars à NXT, elle signe le contrat pour le match entre Andrade Cien Almas et Aleister Black à la place de Almas et gifle Black, elle se fera ensuite attaquer par Candice LeRae qui lui porte un Bulldog la laissant inconsciente sur le ring sous le regard enjoué de Aleister Black. Le 7 avril lors de NXT Takeover: New Orleans, elle attaque Aleister Black au cours de son match contre Almas, ce qui ne servira à rien étant donné que Almas perdit son titre de la NXT.
Le 18 avril à NXT, elle perd par soumission contre Candice LeRae.

#### SmackDown Live(2018-2019)
Le 17 avril lors du Superstar Shake-Up, Andrade "Cien" Almas et elle sont transférés à SmackDown Live.
Le 31 juillet à SmackDown Live, elle effectue son premier combat en battant Lana. Le 19 août lors du pré-show à SummerSlam, Andrade et elle battent Rusev et Lana dans un Mixed Tag Team Match.
Le 27 novembre à SmackDown Live, elle perd une bataille royale, gagnée par Asuka, ne s'ajoutant pas dans le match pour le titre féminin de SmackDown à TLC.
Le 7 avril 2019 à WrestleMania 35, elle perd une bataille royale, gagnée par Carmella. Le 15 avril à Raw, lors du Superstar Shake-Up, Andrade et elle sont officiellement transférés au show rouge. Le Mexicain bat Finn Bálor au cours d'un match sans enjeu, avant de finalement revenir à SmackDown Live la semaine d'après. Ce coup-ci, Andrade perd face à Finn Bálor. Le 24 avril lors de Worlds Collide, elle perd face à Piper Niven.

#### Draft àRaw etmanager d'Andrade & Angel Garza (2019-2020)
Le 14 octobre à Raw, lors du Draft, Andrade et elle sont annoncés être transférés au show rouge par Stephanie McMahon. Dans la même soirée, elle permet au Mexicain de battre Ali.
Le 3 février 2020 à Raw, elle devient la manager de Angel Garza (Andrade étant suspendu pour une durée de trente jours).
Le 5 avril à WrestleMania 36, après la défaite d'Angel Garza et Austin Theory face aux Street Profits, dans un match dont l'enjeu était les titres par équipe de Raw, elle attaque Montez Ford, mais celui-ci sera sauvé par Bianca Belair. Le 18 mai à Raw, elle exclut Austin Theory de son clan, après que ce dernier ait accidentellement coûté le match d'Andrade et Angel Garza face à Kevin Owens et Apollo Crews.

#### Retour en solo, Draft àSmackDown(2020-2021)
Le 27 septembre à Clash of Champions, elle ne remporte pas le titre féminin de Raw, battue par Asuka par soumission.
Le 13 octobre, elle est officiellement transférée au show bleu. Le 13 novembre, elle est licenciée par la WWE pour «violation de contrat».[réf. nécessaire]
Le 2 juillet 2021 à SmackDown, elle effectue son retour et Sonya Deville l'annonce comme participante au Women's Money in the Bank Ladder Match à Money in the Bank. Elle perd ensuite face à Liv Morgan. Le 18 juillet à Money in the Bank, elle ne remporte pas la mallette, gagnée par Nikki A.S.H.

#### Draft àRaw, Queen Zelina, alliance avec Carmella et championne par équipe de la WWE (2021-2022)
Le 5 octobre, elle est annoncée être officiellement transférée au show rouge[réf. nécessaire]. Le 21 octobre à Crown Jewel, elle devient la première Queen of the Ring de l'histoire la WWE en battant Doudrop en finale du tournoi. Le 21 novembre aux Survivor Series, l'équipe Raw (Bianca Belair, Carmella, Liv Morgan, Rhea Ripley et elle) bat celle de SmackDown (Sasha Banks, Natalya, Shayna Baszler, Shotzi et Toni Storm) dans un 5-on-5 Traditional Survivor Series Woman's Elimination Match. Le lendemain à Raw, Carmella et elle deviennent les nouvelles championnes par équipe de la WWE en battant Nikki A.S.H et Rhea Ripley.
Le 29 janvier 2022 au Royal Rumble, elle entre dans le Royal Rumble féminin en 7e position, élimine Sasha Banks, avant d'être elle-même éliminée par Rhea Ripley.
Le 3 avril à WrestleMania 38, Carmella et elle perdent face à Naomi et Sasha Banks un Fatal 4-Way Tag Team match, qui inclut également Liv Morgan, Rhea Ripley, Natalya et Shayna Baszler, ne conservant pas leurs titres. Deux soirs plus tard à Raw, alors que les deux femmes devaient affronter Natalya et Shayna Baszler, elle met fin à son alliance avec sa désormais ex-partenaire. Le 27 mai, elle souffre d'une blessure d'une nature inconnue nécessitant une opération, et doit s'absenter pendant 4 mois.

#### Retour àSmackDown, alliance avec Legado del Fantasma et LWO (2022-2025)
Le 7 octobre à SmackDown, elle fait son retour de blessure et s'allie officiellement avec le clan Legado del Fantasma (Santos Escobar, Cruz Del Toro et Joaquim Wilde) qui fait leurs débuts dans le show bleu en attaquant Hit Row (Ashante Adonis, B-Fab et Top Dolla).
Le 28 janvier 2023 au Royal Rumble, elle entre dans le Women's Royal Rumble match en 21e position, élimine Xia Li avant d'être elle-même éliminée par Lacey Evans après 11 minutes de match. Le 10 mars à SmackDown, elle effectue un Face Turn, car son clan se range du côté de Rey Mysterio face au Judgment Day, mais le trio mexicain perd face au trio adverse dans un 6-Man Tag Team match. Le 31 mars à SmackDown, le Hall of Famer mexicain reforme la Latino World Order et intègre la Legado del Fantasma dans son groupe. 
Le 6 mai à Backlash, elle ne remporte pas le titre féminin de SmackDown, battue par Rhea Ripley.
Le 1er juillet à Money in the Bank, elle ne remporte pas la mallette, gagnée par IYO SKY.
Le 10 octobre à SmackDown, Santos Escobar effectue un Heel Turn, se retourne contre Rey Mysterio, trahit la LWO et renvoie ses deux anciens équipiers et elle de son clan.
Le 27 janvier 2024 au Royal Rumble, elle entre dans le Women's Royal Rumble match en 17e position, mais se fait éliminer par Shayna Baszler et Zoey Stark après 20 minutes de match.
Le 6 avril à WrestleMania XL, ses trois équipiers du LWO et elle assistent à la victoire de Rey Mysterio et Andrade sur "Dirty" Dominik Mysterio et Santos Escobar. Le 29 avril à Raw, lors du Draft, la LWO, dont elle fait partie, est annoncée être officiellement transférée au show rouge.

#### Retour en solo àSmackDownet championne des États-Unis (2025-...)
Le 27 janvier 2025 à Raw, elle est annoncée être officiellement transférée à SmackDown. 5 soirs plus tard au Royal Rumble, elle entre dans le Women's Royal Rumble matchen 22e position, mais se fait éliminer par Nia Jax après 18 minutes de match.
Le 25 avril à SmackDown, elle devient la nouvelle championne des États-Unis en battant Chelsea Green, remporte le titre pour la première fois de sa carrière et son premier titre personnel dans le roster principal. Le 27 juin à SmackDown, elle ne conserve pas sa ceinture, battue par Giulia.
Le 13 juillet à Evolution, elle effectue un Heel Turn, mais ne remporte pas la Women's Battle Royal, gagnée par Stephanie Vaquer, et ne devient pas aspirante no 1 à une ceinture à Clash in Paris,.

## Palmarès
- Total Nonstop Action Wrestling
  - 1 fois TNA Knockouts Tag Team Champion avec Sarita[65]

- World Wrestling Entertainment
  - 1 fois Championne féminine par équipe de la WWE - avec Carmella
  - 1 fois championne des États-Unis de la WWE
  - Vainqueure du Queen of the Ring (2021)

## Vie privée
Elle est en couple et mariée avec le catcheur de l'AEW, Tommy End (Malakai Black).

## Filmographie

### Cinéma

#### Longs métrages
- 2019 : Une famille sur le ring (Fighting with My Family) de Stephen Merchant : AJ Lee

## Récompenses des magazines
- Pro Wrestling Illustrated
  - PWI Most Inspirational Wrestler of the Year

| Année | 2011 | 2012 | 2013 à 2022 | 2023 |
| ----- | ---- | ---- | ----------- | ---- |
| Rang  | 31   | 33   | Non classée | 102  |